# 淡路市立育波小学校
淡路市立育波小学校(あわじしりついくはしょうがっこう)は兵庫県淡路市育波にあった日本の公立学校。

## 概要
旧北淡町市街地の育波地区の内陸部に位置する。1874年に創立し、地元有志から土地を提供されるなどして場所や校名を変えながら2018年の生徒数減少による廃校までに約8000人の卒業生を送り出した。戦後は1958年の529人をピークに生徒減少が続き、廃校時は57人のみとなっていた。2018年の廃校で淡路市立北淡小学校へ統合され、旧北淡町域の小学校は淡路市立北淡小学校のみとなった。跡地の活用は地元で模索が続いている。

## 歴史
- 1874年 (明治7年) - 創立。
- 1958年 (昭和33年) - 生徒数がピークを迎える。(529人)
- 2005年 (平成17年) - 淡路市立育波小学校へと改称。
- 2018年 (平成30年) - 生徒数の減少により廃校、淡路市立北淡小学校へと統合される。